# Salvador Salguero
Rafael Salvador Salguero González (Lima, 10 d'agost de 1951) és un exfutbolista peruà de la dècada de 1980.
Fou internacional i va formar part de l'equip peruà a la Copa del Món de 1982.
Pel que fa a clubs, destacà defensant els colors de Alianza Lima.